# Eric van Tijn
Eric Job van Tijn (Amsterdam, 2 november 1956) is een Nederlandse muziekproducent. 

## Levensloop

### Jeugd en studie
De ouders van Eric van Tijn, Eli en Lena van Tijn, hadden op 1 juli 1956 aan de Kloveniersburgwal geluidsstudio Artisound (daarna Soundwise) opgericht, waardoor hij letterlijk in de studio opgroeide. Tijdens zijn schoolperiode speelde hij in verschillende bandjes. Na het vwo ging hij naar het conservatorium waar hij compositie, piano en arrangeren studeerde. In die tijd maakte hij samen met Patricia Paay zijn eerste platenproductie. 

### Carrière
In 1980, arrangeerde en produceerde Van Tijn  de muziek voor het succesvolle tv-programma De Familie Knots, wat meteen zijn eerste albumproductie was. Dit was tevens het begin van de samenwerking met Jochem Fluitsma. Fluitsma & Van Tijn produceerden meer dan 80 hits in Nederland, gespeeld en gezongen door onder anderen The Scene, Richenel, Mai Tai, Guus Meeuwis, Loïs Lane, De Kast, Willeke Alberti, de Dolly Dots en Mathilde Santing. Als uitvoerende artiesten hadden ze samen een onverwachte nummer 1-hit met 15 miljoen mensen, oorspronkelijk geschreven als reclamelied voor de Postbank.
Bij het publiek is Van Tijn vooral bekend als jurylid van de televisieprogramma's Idols en X factor.
Ook heeft hij de nummers van Ruth Jacott en Edsilia Rombley gecomponeerd voor het Eurovisiesongfestival van respectievelijk 1993 en 1998. Tevens werkte hij met zijn band mee aan de rechtstreeks uitgezonden tv-finale van X factor en de tv-programma's Tarzan en Op zoek naar Evita. Sinds 2013 heeft hij de muzikale leiding over The Passion.
Wegens zijn verdiensten voor de Nederlandse muziek kreeg hij samen met Jochem Fluitsma in 2018 de Lifetime Achievement Award van Buma/Stemra. Van Tijn heeft ook de muziek van het Eurovisiesongfestival 2021 gecomponeerd. Tevens verzorgt Van Tijn als componist muziek voor film, waaronder de bioscoopfilms Foodies uit 2022 en Scotoe uit 2024.